# ويلسون مكوي
ويلسون مكوي (بالإنجليزية: Wilson McCoy)‏ هو رسام بالرصاص أمريكي، ولد في 6 أبريل 1902 في تروي في الولايات المتحدة، وتوفي في 20 يوليو 1961 في بارينغتون في الولايات المتحدة.